# 227
Cette page concerne l'année 227  du calendrier julien. Pour l'année 227 av. J.-C., voir 227 av. J.-C. Pour le nombre 227, voir 227 (nombre).
L'année 227 est une année commune qui commence un lundi.

## Événements
- Le sassanide Adachîr Ier entame une série de campagnes militaires victorieuse à l'est ; il intègre le Makran, le Seistan, et Gorgan à l'empire perse[1].

- Alexandre Sévère fait exécuter son beau-père Seius Sallustius (de) pour tentative de meurtre contre lui[2]. Après le 30 août, il répudie sa femme Orbiane, qui est exilée en Libye[3].

- Début du règne de Cormac Mac Airt, ard ri Érenn d'Irlande (date approximative)[4].

## Naissances en 227
- Herennius Etruscus, empereur romain.

## Décès en 227
- He Qi, général chinois.